# Talipariti glabrum
Talipariti glabrum är en malvaväxtart som först beskrevs av Jinzô Matsumura och Takenoshin Nakai, och fick sitt nu gällande namn av Paul Arnold Fryxell. Talipariti glabrum ingår i släktet Talipariti och familjen malvaväxter. Inga underarter finns listade i Catalogue of Life.